# 早川文子
早川 文子（1月28日—）是日本漫畫家。 

## 作品
- 聖夜魔宴、全10冊、原名
- 魔星閃光、全1冊、原名
- 轉生禮讚、全1冊、原名
- 基因城市、全3冊、原名
- 異能少年、全1冊、原名
- 降靈教室、全1冊、原名
- 暗夜開花、全1冊、原名
- 神魔戴冠式、原名

## 脚注
1. ↑  .   [2009-02-01]. （原始内容存档于2016-03-05）.

## 外部連結
- （日語）http://www.kaleido-sp.com/igyou-city/ （页面存档备份，存于）（內含日文漫畫400頁）